# 5e corps d'armée (Allemagne)
Pour les articles homonymes, voir 5e corps d'armée.
Le 5e corps d'armée (en allemand : V. Armeekorps) était un corps d'armée de l'armée de terre allemande, la Heer, au sein de la Wehrmacht pendant la Seconde Guerre mondiale.

## Hiérarchie des unités
| Nom          | Nbre d'hommes       | Unités subalternes                | Grade de commandement                 |
| ------------ | ------------------- | --------------------------------- | ------------------------------------- |
| Heeresgruppe | + 300 000           | 2 à + Armeen (Armées)             | Generaloberst ou Generalfeldmarschall |
| Armee        | + 100 000 - 300 000 | 2 à + Armeekorps (Corps d'armées) | General ou Generaloberst              |
| Armeekorps   | + 30 000 - 80 000   | 2 à + Divisionen (Division)       | Generalleutnant ou General            |
| Division     | + 10 000 – 20 000   | 2 à 6 Brigaden (Brigade)          | Generalmajor ou Generalleutnant       |
| Brigade      | + 3 000 – 5 000     | jusqu'à 3 Regimentern (Régiment)  | Oberst ou Generalmajor                |

## Historique
Le V. Armeekorps est formé à partir du 1er octobre 1934 avec le personnel d'origine de la 5e division de la Reichswehr, situé à Stuttgart dans le Wehrkreis V (cinquième district militaire).
Le V. Armeekorps est détruit en Crimée le 19 juillet 1944 et est reformé en janvier 1945. 

## Organisation

### Commandants successifs
| Date                               | Grade                  | Commandant               |
| ---------------------------------- | ---------------------- | ------------------------ |
| 16 mai 1935 - 30 avril 1939        | Generalleutnant        | Hermann Geyer            |
| 1er mai 1939 - 12 janvier 1942     | General der Infanterie | Richard Ruoff            |
| 12 janvier 1942 - 1er juillet 1943 | General der Infanterie | Wilhelm Wetzel           |
| 1er juillet 1943 - 1er mai 1944    | General der Infanterie | Karl Allmendinger        |
| 1er mai 1944 - 4 mai 1944          | Generalleutnant        | Hermann Böhme (uk)       |
| 4 mai 1944 - 2 juin 1944           | General der Infanterie | Friedrich-Wilhelm Müller |
| 2 juin 1944 - Juillet 1944         | General der Infanterie | Dr. Franz Beyer          |
|                                    | Reformation            |                          |
| 26 janvier 1945 - Mai 1945         | General der Artillerie | Kurt Wäger               |

### Chef des Generalstabes
| Date                               | Grade               | Commandant                      |
| ---------------------------------- | ------------------- | ------------------------------- |
| 6 octobre 1936 - 26 août 1939      | Generalmajor        | Walther Fischer von Weikersthal |
| 26 août 1939 - 6 octobre 1939      | Oberst i.G.         | Edgar Röhricht                  |
| 15 octobre 1939 - 24 octobre 1940  | Generalmajor        | Karl Allmendinger               |
| 1er novembre 1940 - 25 mars 1942   | Oberst i.G.         | Arthur Schmidt                  |
| 25 mars 1942 - 1er juin 1942       | Oberst i.G.         | Dr. Hans Speidel                |
| 1er juin 1942 - 1er octobre 1943   | Oberst i.G.         | Helmuth Voelter                 |
| 1er octobre 1943 - 15 février 1944 | Oberst i.G.         | Harald Helms                    |
| 15 février 1944 - 24 juillet 1944  | Oberst i.G.         | Leo Hepp                        |
|                                    | Reformation         |                                 |
| 26 janvier 1945 - Mars 1945        | Oberst i.G.         | Klostermann                     |
| Mars 1945 - 20 avril 1945          | Oberstleutnant i.G. | Paul Jordan                     |
| 20 avril 1945 - Mai 1945           | Oberst i.G.         | Paul Bergengrün                 |

### 1. Generalstabsoffizier (Ia)
| Date                               | Grade               | Commandant              |
| ---------------------------------- | ------------------- | ----------------------- |
| 15 octobre 1935 - 12 octobre 1937  | Oberstleutnant i.G. | Alfred Gause            |
| 12 octobre 1937 - 10 novembre 1938 | Oberstleutnant i.G. | Walter Buhle            |
| 10 novembre 1938 - 1er juini 1940  | Oberstleutnant i.G. | Friedrich-Wilhelm Hauck |
| 1er juin 1940 - 15 octobre 1940    | Major i.G.          | Otto Deyhle             |
| 15 octobre 1940 - Juin 1942        | Major i.G.          | Helmuth Meyer           |
| Juin 1942 - Juin 1943              | Major i.G.          | Rudolf Engel            |
| 1er juin 1943 - 1er octobre 1943   | Major i.G.          | Harald Helms            |
| 20 octobre 1943 - 30 mai 1944      | Major i.G.          | Fritz Herth             |
| 30 mai 1944 - Juillet 1944         | Major i.G.          | Fritz Schirmacher       |
|                                    | Reformation         |                         |
| 26 janvier 1945 - Mars 1945        | Major i.G.          | Schnübbe                |
| Mars 1945 - Mai 1945               | Major i.G.          | Hans-Georg Schumann     |

## Théâtres d'opérations
- Pologne : Septembre 1939 - Mai 1940
- France : Mai 1940 - Juin 1941
- Front de l'Est, secteur Sud : Juin 1941 - Mai 1944
- Crimée : Mai 1944 - Juillet 1944
- Vistule, puis Lusace et Monts Métallifères : janvier 1945 - mai 1945

## Ordre de batailles

### Rattachement d'Armées
| Date             | Armée                   | Groupe d'Armées         |
| ---------------- | ----------------------- | ----------------------- |
| 1939             |                         |                         |
| 1er septembre    | 5. Armee                | Heeresgruppe C          |
| 11 septembre     | Armee-Abteilung A       | Heeresgruppe B          |
| Octobre          | 4. Armee                | Heeresgruppe B          |
| 1940             |                         |                         |
| 1er janvier      | 4. Armee                | Heeresgruppe B          |
| 8 mars           | 4. Armee                | Heeresgruppe A          |
| 24 mai           | Panzergruppe von Kleist | Heeresgruppe A          |
| 27 mai           | 4. Armee                | Heeresgruppe A          |
| 30 mai           | 9. Armee                | Heeresgruppe A          |
| 25 juin          | 6. Armee                | Heeresgruppe B          |
| 7 juillet        | 9. Armee                | Heeresgruppe A          |
| Août             | 16. Armee               | Heeresgruppe A          |
| 1941             |                         |                         |
| Janvier          | 16. Armee               | Heeresgruppe A          |
| Mai              | 9. Armee                | Heeresgruppe B          |
| Juin             | 3. Armee                | Heeresgruppe Mitte      |
| Octobre          | Panzergruppe 3          | Heeresgruppe Mitte      |
| Novembre         | Panzergruppe 3          | Heeresgruppe Mitte      |
| 1942             |                         |                         |
| Janvier          | 4. Panzerarmee          | Heeresgruppe Mitte      |
| Février          | z. Vfg.                 | Heeresgruppe Mitte      |
| Mars             | 4. Panzerarmee          | Heeresgruppe Mitte      |
| Mai              | z. Vfg.                 | OKH                     |
| Juillet          | z. Vfg.                 | Heeresgruppe Süd        |
| Août             | 17. Armee               | Heeresgruppe A          |
| 1943             |                         |                         |
| Janvier          | 17. Armee               | Heeresgruppe A          |
| 1944             |                         |                         |
| Janvier          | 17. Armee               | Heeresgruppe A          |
| Avril            | 17. Armee               | Heeresgruppe Südukraine |
| Mai              | z. Vfg.                 | Heeresgruppe Südukraine |
| Reformation 1945 |                         |                         |
| Mars             | 4. Panzerarmee          | Heeresgruppe Mitte      |

### Unités subordonnées
1er mars 1939
- 5. Infanterie-Division
- 25. Infanterie-Division
- 35. Infanterie-Division
- 4. Panzerbrigade

1er septembre 1939
- 22. Infanterie-Division
- 225. Infanterie-Division

1er décembre 1939
- 263. Infanterie-Division
- 62. Infanterie-Division
- 87. Infanterie-Division

1er février 1940
- 263. Infanterie-Division
- 211. Infanterie-Division

10 février 1940
- 251. Infanterie-Division

30 mai 1940
- 62. Infanterie-Division
- 94. Infanterie-Division
- 263. Infanterie-Division

16 juin 1940
- 62. Infanterie-Division
- 98. Infanterie-Division
- 263. Infanterie-Division

22 juin 1941
- 35. Infanterie-Division
- 5. Infanterie-Division

12 août 1941
- 5. Infanterie-Division
- 35. Infanterie-Division
- 106. Infanterie-Division
- 129. Infanterie-Division
- Lehr-Brigade 900

2 septembre 1941
- 129. Infanterie-Division
- 35. Infanterie-Division
- 5. Infanterie-Division
- 106. Infanterie-Division

25 septembre 1941
- 129. Infanterie-Division
- 35. Infanterie-Division
- 5. Infanterie-Division
- 106. Infanterie-Division
- 161. Infanterie-Division

2 octobre 1941
- 35. Infanterie-Division
- 5. Infanterie-Division
- 106. Infanterie-Division

2 janvier 1942
- 35. Infanterie-Division,
- 6. Infanterie-Division
- 106. Infanterie-Division
- 23. Infanterie-Division

11 janvier 1942
- 35. Infanterie-Division,
- 106. Infanterie-Division
- 23. Infanterie-Division

11 avril 1942
- 3. Infanterie-Division
- 15. Infanterie-Division
- 5. Panzer-Division
- 106. Infanterie-Division
- 23. Infanterie-Division

12 août 1942
- 198. Infanterie-Division
- 125. Infanterie-Division
- 73. Infanterie-Division
- 9. Infanterie-Division

22 décembre 1942
- rumänisches Kavallerie-Korps
- 73. Infanterie-Division
- 9. Infanterie-Division
- 10. rumänische Division
- 3. rumänische Gebirgs-Division

11 janvier 1943
- 73. Infanterie-Division
- 9. Infanterie-Division
- 5. Luftwaffen-Feld-Division
- 19. rumänische Division
- 3. rumänische Gebirgs-Division
- 10. rumänische Division

5 février 1943
- 73. Infanterie-Division
- 9. Infanterie-Division
- 5. Luftwaffen-Feld-Division
- 19. rumänische Division
- 3. rumänische Gebirgs-Division
- 10. rumänische Division

8 mars 1943
- rumänisches Kavallerie-Korps
- 125. Infanterie-Division
- 73. Infanterie-Division

28 mars 1943
- rumänisches Kavallerie-Korps
- 125. Infanterie-Division
- 73. Infanterie-Division

6 mai 1943
- rumänisches Kavallerie-Korps
- 10. Infanterie-Division
- 73. Infanterie-Division
- 4. Gebirgs-Division
- 6. Infanterie-Division

25 juin 1943
- rumänisches Kavallerie-Korps
- Kampfgruppe Generalleutnant Kress
- Kampfgruppe Generalleutnant von Bünau
- 9. Infanterie-Division

7 juillet 1943
- rumänisches Kavallerie-Korps
- Kampfgruppe Generalleutnant Kress
- Kampfgruppe Generalleutnant von Bünau
- 9. Infanterie-Division
- 1. rumänisches Gebirgs-Division

26 décembre 1943
- 6. rumänische Kavallerie-Division
- 98. Infanterie-Division
- 50. Infanterie-Division
- 3. rumänische Gebirgs-Division

1er mars 1945
- Kampfgruppe 342. Infanterie-Division
- Kampfgruppe 72. Infanterie-Division
- 275. Infanterie-Division

## Sources
- (de) V. Armeekorps sur lexikon-der-wehrmacht.de